# Smilax discotis
Smilax discotis är en enhjärtbladig växtart som beskrevs av Otto Warburg. Smilax discotis ingår i släktet Smilax och familjen Smilacaceae. Inga underarter finns listade.